# 伊藤淳二
伊藤 淳二（いとう じゅんじ、1922年7月10日—），日本实业家。 被武藤丝治看中，后来成为了佳丽宝 (Kanebo，又称嘉娜宝)董事长。日本航空前会长。

## 履历
- 1922年7月22日，伊藤淳二出生于中国青岛；
- 1947年，于庆应义塾大学经济学院毕业，后来加入了佳丽宝；
- 1961年，参与了旨在使管理多样化的“大佳丽宝计划”(グレーターカネボウ計画)；
- 1968年，武藤丝治指定45岁的伊藤淳二为佳丽宝株式会社 社长。在就任社长期间，其进一步推动了称之为“五角大楼式管理”的多元化劳资合作经营管理方式；
- 1984年，伊藤淳二正式就任佳丽宝株式会社 会长；
- 1985年，按照中曾根内阁针对日本航空公司私有化制定的政策，其同时兼任日本航空副会长；
- 1986年，就任日本航空会长。在此期间，为应对日本航空123号航班空难的影响及“45/47體制”的废除，伊藤淳二同时在日本航空尝试促进劳资合作和业务多元化路线；
- 1987年，由于日本航空劳资矛盾激化，伊藤淳二在任期内辞去了日本航空会长职务；
- 1992年，由于经济泡沫，其辞去了佳丽宝名誉会长职务；
- 1995年，辞去名誉社长职务，就任终身名誉会长；
- 2003年，辞去终身荣誉会长职务。成为 神戸百年記念病院 名誉理事长。

## 著作
- 《天命》（経済往来社）
- 《人生》（PHP研究所）
- 《理想》（PHP研究所）

## 关联著作
- 城山三郎著作《役員室午後三時》中主人公原型；
- 山崎豊子著作《不沉的太阳》中登场人物“国见正之”的原型；
- 岛田宪三郎著作《責任に時効なし―小説 巨額粉飾》——关于佳丽宝失败的前伊藤会长和其他管理团队的责任问题。作者是佳丽宝原常务。